# Zhou Yongkang
Zhou Yongkang (nascido em dezembro de 1942) foi um líder sênior do Partido Comunista da China (PCC), antes de sua expulsão, em 2014.
Foi membro do décimo-sétimo Comitê Permanente do Politburo do Partido Comunista da China (CPP), órgão decisório máximo da República Popular da China, e secretário da Comissão de Política Central e Assuntos Jurídicos (Zhengfawei) entre 2007 e 2012. Nessa posição, Zhou supervisionou os mecanismos de salvaguarda da segurança pública chinesa, assim como as instituições responsáveis pela aplicação da lei, com poder de intervenção em tribunais, órgãos do Ministério Público, forças policiais, forças paramilitares e os órgãos de inteligência.
Zhou subiu na hierarquia do Partido Comunista por meio de sua participação na indústria de petróleo e gás, tendo iniciado sua carreira como técnico no campo petrolífero Daqing durante a Revolução Cultural. Ele esteve no comando da China National Petroleum Corporation de 1996 até 1998, quando tornou-se Ministro de Terra e Recursos Naturais, e, posteriormente, em 1999, foi Secretário do Partido de Sichuan, segunda província mais populosa da China. Zhou foi conselheiro de Estado de 2003 a 2008, tendo também atuado como membro do Secretariado do Partido Comunista Chinês no Comitê Central. Serviu como Ministro da Segurança Pública chinês de 2002 a 2007, quando foi promovido para o PSC.
Zhou se aposentou no 18º Congresso do Partido Comunista, em 2012. No final de 2013, Zhou foi colocado sob investigação por alegado abuso de autoridade e corrupção, conforme anunciado pela mídia estatal em julho de 2014. Zhou foi o primeiro membro do Comitê Permanente do Politburo a ser investigado por corrupção desde a fundação da República Popular da China. Em 5 de dezembro de 2014, a mídia estatal anunciou a prisão de Zhou, e que ele iria enfrentar sanções penais. Ele foi expulso do Partido Comunista da China.